# Hermonassa opina
Hermonassa opina là một loài bướm đêm trong họ Noctuidae.